# Waldemar Pieper
Hermann Hugo Waldemar Pieper, auch Waldemar Pieper Pascha (* 14. August 1871 in Altenbruch, Provinz Hannover; † 21. Februar 1945 in Berleburg) war ein deutscher Konteradmiral und osmanischer Generalmajor der Artillerie sowie Pascha.

## Leben
Waldemar Pieper trat als Kadett am 15. April 1887 in die Kaiserliche Marine ein und besuchte die Marineschule.
Von September 1910 bis September 1911 war er Kommandant der Prinz Adalbert und wurde in dieser Position am 10. April 1911 zum Kapitän zur See befördert. Ab September 1911 war er für zwei Jahre Kommandant des Großen Kreuzers Blücher, welcher zu dieser Zeit erst als Artillerie-Versuchsschiff der Inspektion der Schiffsartillerie eingesetzt wurde und ab Juni 1913 in der Kieler Werft lag. Die Blücher war während einer Verbandsübung Ende Mai 1913 vor der dänischen Insel Romsø festgefahren und beschädigt worden. Daraufhin wurde Pieper am 23. Juni 1913 durch das Kriegsgericht der Inspektion der Schiffsartillerie „wegen Fahrlässigkeit bei der Wahrnehmung des Dienstes“ zu 3 Tagen Kammerarrest verurteilt, der Navigationsoffizier erhielt sogar 6 Tage, wobei ein Vergehen den Offizieren nicht angelastet werden konnte. Zeitgleich zu seinem Kommando auf der Blücher war er Präses des Artillerieversuchskommandos.
Bis August 1914 war er Abteilungschef im Waffendepartement des Reichsmarineamtes in Berlin.
Vom 12. August 1914 bis 4. November 1914 war er letzter Kommandant des Großer Kreuzers Yorck. Nachdem er zu Beginn des Ersten Weltkriegs mit der Yorck an einem Unternehmen vor Great Yarmouth teilgenommen hatte, lief das Schiff Wilhelmshaven an. Da Pieper den Verdacht auf Paratyphus hegte, gab er trotz schlechter Sicht den Befehl zum Einlaufen in die Innenjade. Dort lief die Yorck auf eine deutsche Mine und wurde bei einem darauffolgenden Manöver erneut getroffen. Der Kreuzer sank und 336 Besatzungsmitglieder fanden den Tod. Im Dezember 1914 wurde Pieper in Wilhelmshaven wegen des Untergangs der Yorck vor ein Kriegsgericht gestellt und wegen Missachtung von Befehlen sowie Nachlässigkeit zu zwei Jahren Festungshaft verurteilt. Er wurde, da er als Artillerieexperte von Admiral Wilhelm Souchon angefordert worden war, zur Bewährung in die Türkei abgeordnet, wo er sich später so hervortat, dass ihm am 8. Dezember 1915 von Kaiser Wilhelm II. die Strafe erlassen wurde.
Nach seiner Verurteilung war Pieper von Februar 1915 bis Juli 1917 zum Sonderkommando der Kaiserlichen Marine in der Türkei kommandiert worden und war hier Inspekteur der Waffeninspektion. Zeitgleich war er Chef des Kaiserlich Osmanischen Waffenamtes, welches er ab Mai 1915 in Konstantinopel aufgebaut hatte. Durch diese Aufgabe war er maßgeblich am Ausbau der türkischen Munitionsfabriken beteiligt. 1915 betrug die Zahl der Arbeiter in türkischen Munitionsfabriken ca. 14.000, wobei unter Piepers Führung zu den 780 deutschen Munitionsexperten 15.000 türkische Arbeiter kamen. Bei der Verteidigung der Dardanellen zeichnete sich Pieper aus. Während seiner Zeit in der Türkei wurde er zum Paşa ernannt.
Nach seiner Rückkehr nach Deutschland wurde er erneut Abteilungschef im Waffendepartement des Reichsmarineamtes. Hier wurde er am 18. September 1918 zum Konteradmiral befördert und am 24. November 1919 entlassen.